# Розов кукуряк
Розовият кукуряк (Helleborus orientalis) е вид двусемеделно растение от семейство Лютикови (Ranunculaceae).
Разпространен е на Балканите, в Кавказ и Мала Азия, като предпочита гористи местности и ливади, до надморска височина 2 000 m. По време на цъфтежа достига до 45 cm височина. Отглежда се и като декоративно растение, като се използват множество хибриди.